# Nicasat 1
O Nicasat 1 é um projeto de satélite de comunicação geoestacionário nicaraguense que ainda se encontra num estágio de planejamento e até agora não foi assinado um contrato para a construção do mesmo, ele será operado pelo Instituto Nicaragüense de Telecomunicaciones y Correos. O satélite está planejado para ser lançado ao espaço no ano de 2015 ou em 2016.